# S.O.S. (Baby K)
S.O.S. è il primo EP della rapper italiana Baby K, pubblicato nel 2008 dalla Quadraro Basement.

## Tracce
1. S.O.S
2. Continua a farlo
3. Tutte le lettere
4. Mic Drop
5. Insomnia
6. Un brindisi